# Kura

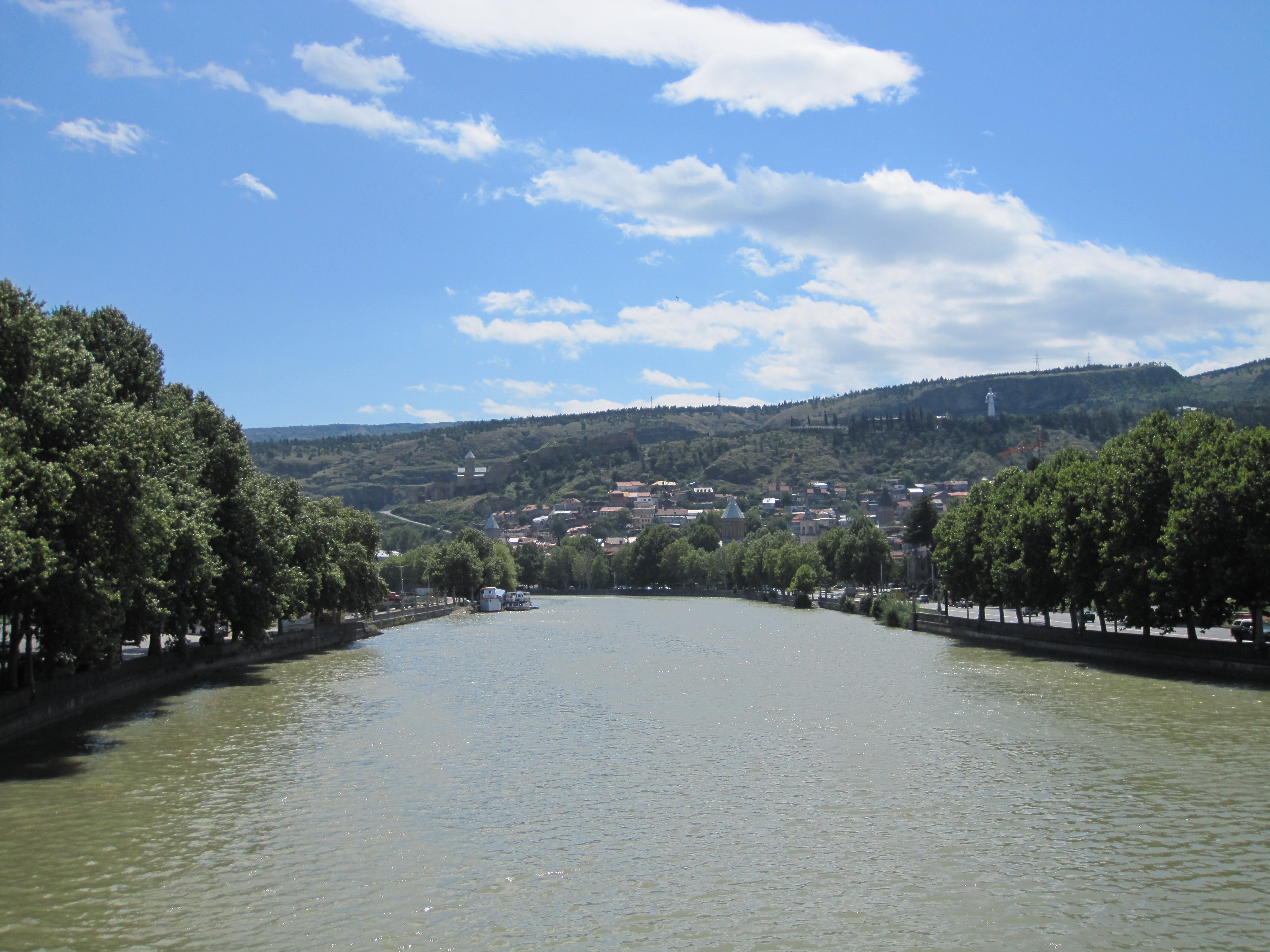
Kura vid Tbilisi i Georgien.

Kura (turkiska), Mtkvari (georgiska: მტკვარი) eller Kür (azerbajdzjanska) är en flod i Kaukasien. Den rinner upp i bergen i nordöstligaste Turkiet, löper genom Georgien (via huvudstaden Tbilisi) till Azerbajdzjan där den möter Aras för att sedan rinna ut i Kaspiska havet via ett stort delta i Kuralåglandet. Kura är 1 515 kilometer lång (enligt annan uppgift 1 364 kilometer) och har ett avrinningsområde på 188 000 km².
Floden förorenas av industrier i Tbilisi och Rustavi i Georgien. Den var tidigare farbar ända upp till Tbilisi, men är nu mycket grundare och långsammare sedan mycket av vattnet brukas för elproduktion, framför allt i Mingäçevirreservoaren i Azerbajdzjan.
Kura och Aras är de största floderna i Azerbajdzjan med varsina separata avrinningsområden på 86 000 km² respektive 101 937 km² innan de möts. De bildar tillsammans ett stort flodområde som utgör Kuralåglandet med det utbredda deltat mot Kaspiska havet, och som utöver sagda två huvudfloder genom mindre floder även avvattnar östra Stora Kaukasus och Talışbergen.
Namnet Kura kan härledas till namnet på den persiske kungen Kyros II. Det georgiska namnet, Mtkvari, betyder ungefär "den långsamma". Namnet Kura användes först av ryska och senare av andra europeiska kartografer.